# Jagdstaffel 22
A Jagdstaffel 22, conhecida também por Jasta 22, foi um esquadra de aeronaves da Luftstreitkräfte, o braço aéreo das forças armadas alemãs durante a Primeira Guerra Mundial. Alcançou 59 vitórias aéreas, abatendo 48 aeronaves e 11 balões inimigos. O maior ás da esquadra foi Karl Bohnenkamp.

## Aeronaves
- Halberstadt D.II
- Albatros D.II
- Fokker D.VII
- Siemens-Schuckert D.IV